# Aidi de Han
Aidi de Han (24 a.C. — 1 a.C.) foi um imperador chinês da dinastia Han Ocidental.